# Sens (linguistique)
Pour les articles homonymes, voir Sens.
 (décembre 2020).
Le sens, en linguistique, est la signification d’une expression (mot, syntagme, phrase, énoncé, etc.), c'est-à-dire l'idée qui y est associée, dite aussi dénotation, avec ou sans connotations. Les interrogations au sujet de ce que constitue la signification, ou le sens, sont à la base de la philosophie du langage.

## Les sources de l’ambiguïté
L’ambiguïté désigne une forme de confusion que l’on retrouve dans le message véhiculé. En effet, le contexte peut amener à différentes interprétations de sens. Dans de nombreuses langues, beaucoup de mots ont des définitions variées. Il arrive aussi qu'au sein d'une même langue le sens commun attribué à un mot évolue au fil du temps. La notion de sens est donc relative.

### Pragmatique
La pragmatique est la branche qui s’intéresse à l’impact du contexte sur le sens. Les contextes linguistiques et de situation sont les deux formes de contextes importantes dans la pragmatique.
Le contexte linguistique représente la manière dont le sens est compris sans se référer aux intentions et aux hypothèses. Dans la pragmatique appliquée, par exemple, le sens se forme à partir des expériences sensorielles, même si les stimuli sensoriels sont difficiles à exprimer à travers le langage et les signes. La pragmatique montre donc que le sens affecte et est affecté par le monde. Le sens est contextuel en ce qui concerne la langue et les énoncés du monde qui l’entoure. Il est également présent vis-à-vis des autres sens et du monde. Le contexte linguistique devient important lorsqu’il s’agit de problèmes linguistiques particuliers tels que la prononciation.
Le contexte de situation se reporte à tous les facteurs non linguistiques qui ont un impact sur le sens d’une phrase. En voici un exemple dans la phrase suivante : « il fait froid ici », cela peut être à la fois un simple constat ou une demande pour augmenter le chauffage. Le sens de cette phrase dépend tout simplement si l’auditeur a ou non la possibilité de changer la température.

### Sens sémantique
La sémantique formelle est la branche qui étudie la manière dont le sens est véhiculé à travers les signes et le langage. La sémantique linguistique se concentre sur la manière dont les mots ont été utilisés au cours des âges. La sémantique générale s’intéresse à la façon dont les gens se font comprendre et font référence en termes d’intentions et d’hypothèses probables. Ces trois types de sémantiques (formelle, historique et générale) sont étudiés dans de nombreuses branches différentes dans le domaine des sciences (les méthodes d’étude du sens sont très variées). Comprendre la manière dont l’expression du visage, le langage corporel et les intonations affectent le sens ainsi que la manière dont les mots, groupes de mots, phrases et ponctuations se rapportent au sens sont des exemples de sémantique. La dénotation constitue le ou les sens littéraux ou généraux d’un mot ou plusieurs mots. La connotation se réfère à une idée ou un sentiment qu’évoque un mot pour une personne en plus de son sens littéral ou général. Au XIXe siècle, le philosophe John Stuart Mill a permis de définir le sens sémantique avec les mots « dénotation » et « connotation ». ". L’utilisation d’origine du « sens » tel qu’on l’entend au début du XXe siècle s’est produite grâce à Lady Welby après que sa fille a traduit depuis le français le mot « sémantique ».

### Signification conceptuelle
Les langues permettent de véhiculer l’information même lorsque les mots en question sont inconnus du lecteur ou auditeur. Les personnes associent les mots qui ont du sens et les utilisent pour se référer à des concepts. Les intentions d’une personne affectent ce qu’elle veut dire. Meaning (en anglais), qui avait pour traduction « intention » ou « but », est un mot qui provient des Anglo-saxons et en est encore associé au mot allemand meinen, qui veut dire « penser » ou « viser ».

## Sémiotique
Ferdinand de Saussure décrivait la langue en termes de signes, qu’il a divisés en «signifiés et signifiants. Le signifiant désigne le son de l’objet linguistique. Le signifié désigne la construction mentale ou l’image associée au son. Ainsi, le signe représente uniquement la relation entre les deux termes. 
« S » pour les autres signes signifie que « chauve-souris » n’a de sens uniquement parce que ce n’est pas un « chien » ni un « garçon ». Les signes sont essentiellement arbitraires, et comme tous les étudiants étrangers le savent bien, il n’y aucune raison pour laquelle « chauve-souris » ne veut pas dire « ce fichu Napoléon là-bas » ou « cours d’eau ». Puisque le choix des signifiants est finalement arbitraire, le sens ne peut pas se retrouver « dans » le signifié. Saussure remet plutôt le sens au signe lui-même : le sens est finalement identique au signe et le « sens » signifie que la relation se trouve entre signifiant et signifié. Tout le sens est à la fois en nous mais aussi collectif. Les signes « signifient » par référence à notre lexique interne et à la grammaire, et malgré le fait qu’ils constituent une question de convention, ils ont une signification propre à chaque individu (« rouge » peut être compris d’une manière par une personne et différemment par une autre). Cependant, alors que le sens peut varier selon les personnes, seules ces significations se réfèrent d’une certaine mesure à la réalité pour les autres locuteurs. Si quelqu’un se réfère à l’odeur pour dire rouge, la plupart des autres locuteurs penseront que cette personne se trompe (même si des déclarations comme celle-ci sont commune parmi les personnes qui souffrent de synesthésie).

## Sens d'après Bernard Dupriez
Bernard Dupriez distingue plusieurs sens. Il les liste ainsi :
- sens fondamental et spécifique : le sens donné ou amendé par le contexte dans lequel le mot est employé ;
- dénotation et connotation ;
- sens strict (stricto sensu, ou sens restreint, voire sens étroit) et sens large (lato sensu)
- sens propre et sens figuré ;
- sens abstrait et sens concret : le sens abstrait place le sémème parmi les idées, le sens concret pousse le sémème vers l'individualisation ;
- sens collectif et sens distributif : le sens collectif ne s'applique qu'à des référents groupés, le sens distributif s'applique à chaque élément ;
- sens indéfini et sens défini : le sens indéfini (ou indéterminé) s'applique au lexème situé de manière imprécise (un, certain…), le sens défini (sens déterminé) advient quand le lien entre le lexème et l'environnement est net (le, ce, notre) ;
- sens implicite et sens explicite : le sens implicite est virtuellement contenu sans être formellement exprimé, le sens explicite est formellement exprimé ;
- sens littéral et sens symbolique ;
- sens collectif et sens distributif : le sens collectif ne s'applique qu'à des référents groupés, le sens distributif s'applique à chaque élément ;
- sens manifeste et sens subjectif : le sens manifeste est indiscutable, le sens subjectif est un sens intentionnel qui n'est pas du tout manifeste ;
- sens évident et sens visé : le sens évident (sens obvie) est celui qui s'impose tout naturellement à l'esprit, le sens visé (sens intentionnel) est « ce que le texte voudrait dire, l'intention expressive qui, probablement, l'anime, au-delà du sens courant des mots employés » (J.-P. Audet) ;
- sens forcé et sens naturel : le sens forcé exploite le texte pour lui faire dire plus qu'il ne dit.

#### Champs
- Sémantique générale, Sémiotique, Pragmatique (linguistique)

#### Perspectives
- Empirisme logique
- Philosophie du langage ordinaire
- Sens et dénotation

#### Théories
- Description définie
- Grammaire universelle

#### Considérations
- Idée
- Image
- Information
- Métaphore
- Sens (physiologie)
- Symbole
- Fondement des symboles

#### Théoriciens importants
- John Langshaw Austin
- Roland Barthes
- Rudolf Carnap
- Noam Chomsky
- Eugenio Coseriu
- Umberto Eco
- Viktor Frankl
- Gottlob Frege
- Paul Grice
- Roman Jakobson
- Saul Kripke
- Claude Lévi-Strauss
- Charles Sanders Peirce
- Bertrand Russell
- Ferdinand de Saussure
- John Searle
- P. F. Strawson
- Willard Van Orman Quine
- Ludwig Wittgenstein